# المشايم (خيران المحرق)

تعديل مصدري - تعديل

المشايم هي إحدى قرى عزلة مسروح بمديرية خيران المحرق التابعة لمحافظة حجة، بلغ تعداد سكانها 759 نسمة حسب تعداد اليمن لعام 2004.